# Sambuca Val di Pesa
Sambuca Val di Pesa ist ein Ortsteil (Fraktion, italienisch frazione) von Barberino Tavarnelle in der Metropolitanstadt Florenz, Region Toskana in Italien. Bis 2018 gehörte der Ort als Fraktion zu der ehemaligen Gemeinde Tavarnelle Val di Pesa.

## Geografie
Der Ort liegt ca. 5 km östlich von Tavarnelle Val di Pesa und etwa 25 km südlich der Provinzhauptstadt (Metropolitanstadt) Florenz im westlichen Teil des Chianti fiorentino am Fluss Pesa im Pesatal (Val di Pesa). Der Ort liegt bei 186 m und hatte 2001 ca. 1000 Einwohner. Er ist der einwohnerstärkste Ortsteil nach Tavarnelle und Barberino Val d’Elsa. Der Ortsteil Barberino Val d’Elsa liegt ca. 5 km südwestlich, der Ortsteil San Donato in Poggio (gehört ebenfalls zu Tavarnelle Val di Pesa bzw. seit 2019 zu Barberino Tavarnelle) liegt ca. 5 km südlich.

## Geschichte
Erstmals erwähnt wird der Ort im Jahr 1053, als ein Ranieri in der (heute nicht mehr vorhandenen) Burg Castello della Sambuca ein Dokument fertigte, das der Abtei Abbazia di San Michele Arcangelo in Badia a Passignano, heute ebenfalls Ortsteil von Barberino Tavarnelle, Güter zukommen ließ. Weitere Dokumente wurden am 11. September 1166 und am 29. Oktober 1179 in der Burg gefertigt, wobei in letzterem auch die Brücke Ponte della Sambuca erwähnt wird. Die Kirche Canonica di Santa Maria e San Jacopo wurde erstmals am 26. Juni 1219 erwähnt und 1231 als der Abtei Passignano unterstellt beschrieben. Der Borgo, also die Wohnhäuser nahe der Kirche, entstanden ab den ersten Jahren des 14. Jahrhunderts, wobei der Borgo del Ponte della Sambuca schon 1295 erwähnt wurde. Bis 1892 gehörte Sambuca Val di Pesa zu Barberino Val d’Elsa, dann wurde der Ort Ortsteil der neuen Gemeinde Tavarnelle Val di Pesa.

## Sehenswürdigkeiten

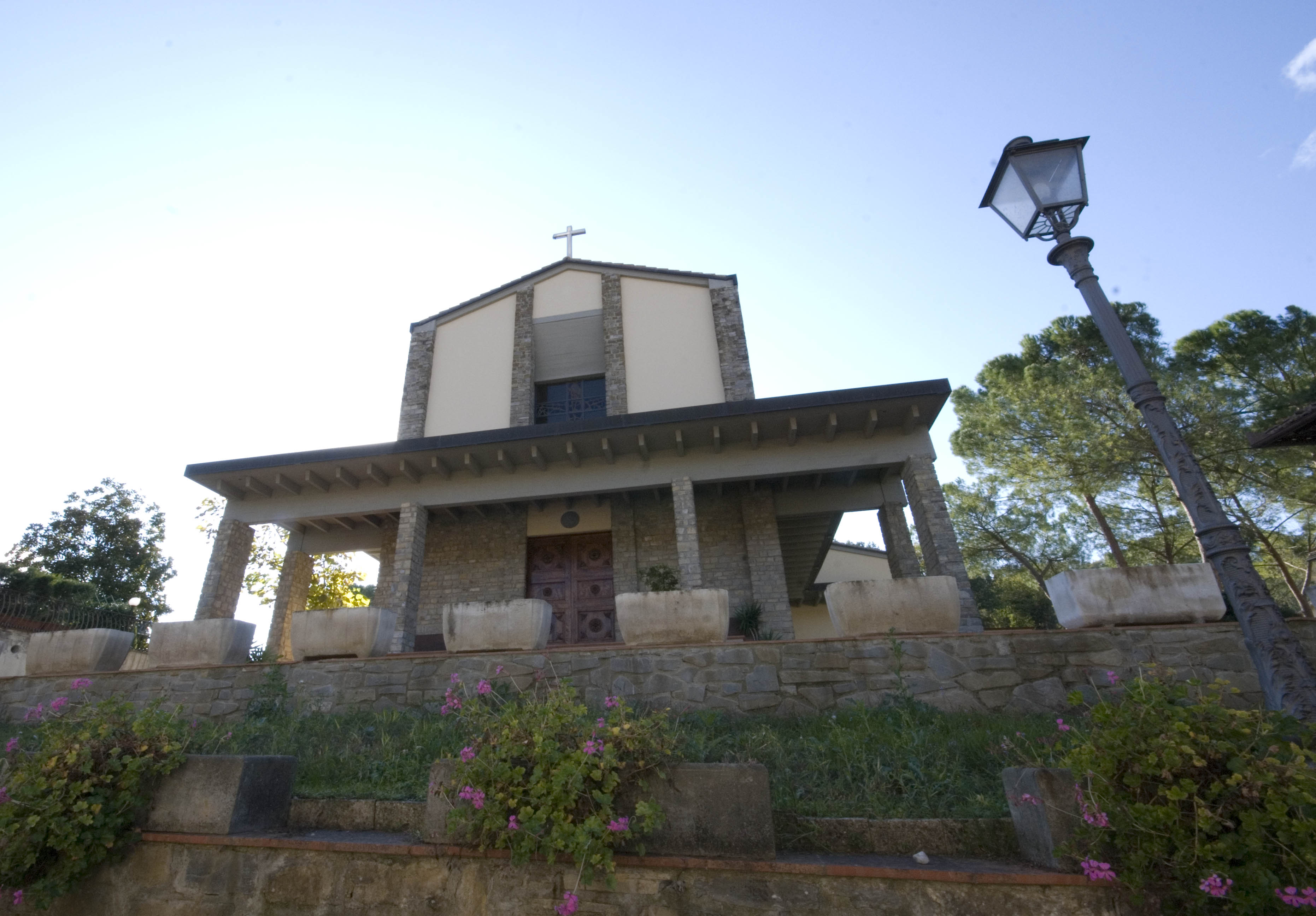
Die Kirche Chiesa dei Santi Maria e Jacopo alla Sambuca

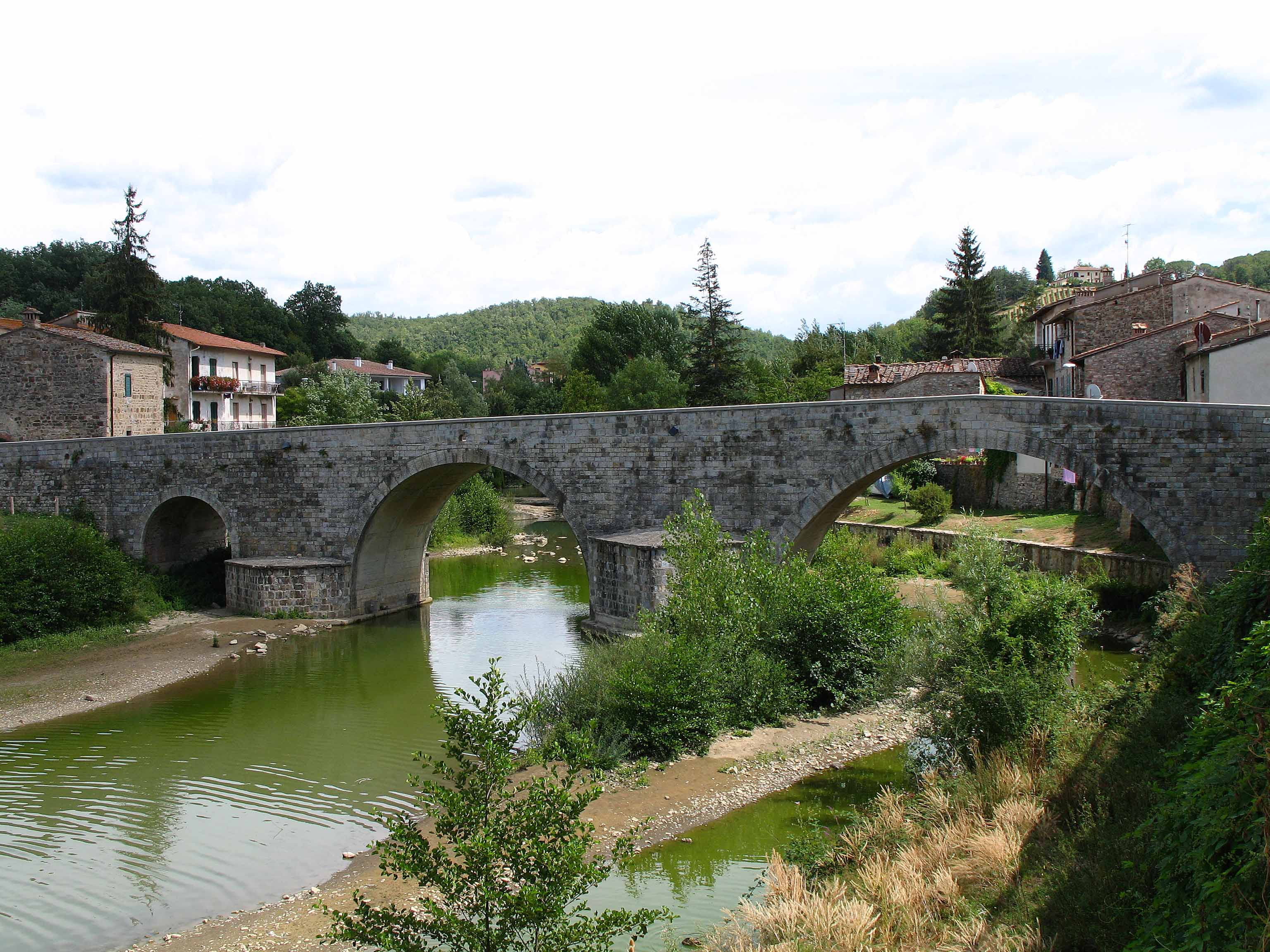
Die Brücke Ponte di Ramagliano

- Chiesa dei Santi Maria e Jacopo alla Sambuca, Kirche im Ortskern, die erstmals 1219 erwähnt wurde und der Pieve von San Pietro in Bossolo (kurz außerhalb des Ortskern von Tavarnelle Val di Pesa) untersteht.[2] Entstand wahrscheinlich auf Willen der Familie Buondelmonti aus Florenz. Wurde zwischen 1590 und 1826 mehrfach restauriert. Aufgrund der anhaltenden Probleme mit der Statik wurde 1953 ein kompletter Neubau (bis auf wenige Mauerelemente) begonnen und drei Jahre später abgeschlossen.[4]
- Ponte di Ramagliano, auch Ponte Romagnano oder Ponte della Sambuca genannt, historische Brücke über den Pesa. Wurde erstmals 1179 dokumentiert[2] und 1415 durch die Regierung von Florenz erneuert. Eine Vergrößerung der Brücke fand 1843 statt. Im Zweiten Weltkrieg wurde die Brücke stark beschädigt und 1947 wieder aufgebaut.[5] Der Brückenname entstammt einer Mühle namens Romagliano, die im Dezember 1314 dokumentiert wurde.[2]
- Cappella di Sant’Anna, an der Brücke liegende Kapelle. Enthält ein Tabernakel mit dem Fresko Sant’Anna con la Vergine e il Bambino (15. Jahrhundert).
- Cappella di San Giovanni Gualberto, dem Johannes Gualbertus gewidmete Kapelle am Pesa ca. 1 km südöstlich des Ortskerns nahe der Mühle Mulino dell’Abate. Die heutige Kapelle entstand 1856 an der Stelle einer älteren Kapelle (17. Jahrhundert), das Altarbild San Giovanni Gualberto in preghiera visitato dalla luce divina von Giovanni Battista Caccini stammt aus dem gleichen Jahr.[6]
- Cappella di San Lazzaro, Kapelle mit Tabernakel des Heiligen oberhalb des Ortes an der  SP 94. Entstand an der Stelle, wo das ab dem 13. Jahrhundert dokumentierte Ospedale di San Lazzero stand. Dieses wurde am Ende des 18. Jahrhunderts außer Betrieb gesetzt und später demoliert. Das Tabernakel La Resurrezione di Lazzaro entstand im Jahr 2009 und wurde von Sergio Nardoni ausgeführt.[7]
- Ponte Nuovo, Brücke über den Pesa aus dem späten 18. Jahrhundert[5] an der SP 94, ca. 500 m nördlich des historischen Ortskerns.

## Wirtschaft
Der Motorradhersteller Ancillotti hat eine Produktionsstätte in Sambuca Val di Pesa.

## Verkehr
Der Ort liegt unweit der Schnellstraße RA 3, die Florenz mit Siena verbindet. Die Anschlussstelle Tavarnelle liegt ca. 5 km nördlich des Ortes, die Anschlussstelle San Donato etwa 5 km südlich. Der Ort selbst liegt an der Provinzstraße Strada Provinciale SP 94.